# الجارية العظيمة
الجارية العظيمة هي لوحة زيتية للرسام الفرنسي جان أوغست دومينيك آنغر رسمها عام 1814 وهي الأن ضمن مقتنيات متحف اللوفر.

## الوضع التشريحي
لاقت اللوحة انتقادات لاذعة حينما عُرِضَت أمام الجمهور بسبب إن ظهر السيدة بدا طويلا على نحو غريب، وأن أطراف جسدها وثناياه، تتلوى بشكل غير معتاد أو واقعي. في عام 2004، أفادت دراسة تحليلية أجراها أطباء فرنسيون أحدهم متخصص في آلام العمود الفقري بأنه من المستحيل على السيدة الظاهرة في اللوحة، أن تستلقي في الواقع على هذه الشاكلة، وأنه إذا كان ظهرها بهذا الطول بالفعل، فإن ذلك يعني أنها كانت بحاجة لأن يكون في جسدها خمس فقرات قطنية إضافية، عن تلك الموجودة لدى البشر.في الفترة التي رُسِمَت فيها اللوحة، شاعت المدرسة الرومانتيكية في الرسم، التي كانت تحتفي كثيرا بالنساء العاريات اللواتي يولين ظهورهن إلى الناظر إليهن، بأجسادهن ذات الخصور النحيلة والأفخاذ العريضة. وتشكل هذه الصفات الجسدية ما يُطلق عليه قوام الساعة الرملية، الذي كان يُعتقد حينذاك أنه يمثل ذروة الجمال الأنثوي. وحتى الآن لا يزال الجدل قائما، حول ما إذا كان آنغر قد شوه أبعاد جسد بطلة لوحته بشكل متعمد أم لا.